# رابرت بینبریج (بازیکن فوتبال)
رابرت بینبریج (انگلیسی: Robert Bainbridge; ۲۲ فوریهٔ ۱۹۳۱ – ۱۶ اکتبر ۲۰۲۱) بازیکن فوتبال اهل بریتانیا بود.
از باشگاه‌هایی که در آن بازی کرده‌است می‌توان به باشگاه فوتبال یورک سیتی اشاره کرد.